# Gira Ahora
Gira Ahora és la segona gira de la cantant espanyola Rosa López realitzada a Espanya. La gira promociona al seu segon àlbum d'estudi "Ahora". Començada el 4 d'abril a Elx i va finalitzar el 31 d'octubre a Barcelona.

## Llista de cançons
1. Intro
2. «Don't stop the music, baby»
3. «Las calles de Granada»
4. «Sólo queda tiempo para marte»
5. «I say a little payer»
6. «Después de ti»
7. «Un sábado más»
8. «Mejor sin ti»
9. «La esencia de tu voz»
10. «No soy para ti»
11. «Sin miedo a caer»
12. «Ahora sabes como soy»
13. El cant dels ocells»
14. «Miles de estrellas»
15. «Europe's living a celebration»
16. «Unchained melody»
17. «I have nothing»
18. «Something»
19. «Ausencia»
20. «I will go with you»
21. «Enough is enough»
22. «She works hard for the money»
23. «Hot stuff»